# Let's See Action/When I Was a Boy
Let's See Action/When I Was a Boy è il 21° singolo dei The Who, pubblicato nel Regno Unito nel 1971.

## Tracce
Lato A
1. Let's See Action – 3:53 (Pete Townshend)

Lato B
1. When I Was a Boy – 3:25 (John Entwistle)